# Biodiversidad de Colombia
La biodiversidad de Colombia posee uno de los índices más altos a nivel mundial, tanto es así que el Centro de Monitoreo de la Conservación del Ambiente ha incluido al país en la lista de los diecisiete megadiversos. Dichos índices son más altos en la región andina, siendo seguida por la región amazónica.
Referente a la diversidad estimada para algunos grupos biológicos, Colombia ocupa el primer lugar en diversidad de aves y orquídeas, el segundo lugar en diversidad de plantas, anfibios, peces dulceacuícolas y mariposas, el tercer lugar en diversidad de reptiles y palmas y el cuarto lugar en mamíferos.
El territorio del país alberga 59 áreas protegidas designadas a nivel nacional. También contiene 200 tipos de ecosistemas costeros y continentales.  Colombia es el país con más territorio de páramos en el mundo; más del 60 % del ecosistema andino colombiano está clasificado como páramo. Así mismo, Ahora acoge dos puntos calientes de biodiversidad; los Andes Tropicales y Tumbes-Chocó-Magdalena.
En 2019, según el Sistema de Información sobre Biodiversidad de Colombia, 62 829 especies estaban registradas en el país, y de ellas más de 9000 son consideradas especies endémicas. El país ocupa la primera posición en el mundo en número de especies de orquídeas y aves, la segunda posición en plantas, anfibios, mariposas y peces de agua dulce, tercer lugar en especies de palmeras y reptiles y el cuarto lugar en la biodiversidad de mamíferos.
Según un informe de WWF, cerca de la mitad de los ecosistemas que existen en Colombia se encuentran en estado crítico o en peligro. Asimismo, de 1853 especies de plantas e evaluadas, 665 (36 %) se encuentran amenazadas y en peligro de extinción, mientras que de 284 especies de animales terrestres evaluados, 41 están en peligro crítico, 112 amenazadas y 131 son considerados vulnerables.
Desde 1998, el Instituto Humboldt de Recursos Biológicos ha estado recolectando muestras de biodiversidad. A partir de 2014, 16 469 muestras, que representan alrededor de 2530 especies de 1289 géneros, y 323 familias de la biodiversidad colombiana se han almacenado en sus archivos.

## Amenazas
La biodiversidad de Colombia está en riesgo, principalmente debido a la pérdida de hábitat, la urbanización, deforestación y sobrepesca. Según un estudio de 2001, se pierden 260 000 hectáreas de área boscosa cada año. Alrededor de 1200 especies están en peligro crítico, Y 922 especies son introducidas en Colombia, 22 de las cuales están clasificadas como especies invasoras en Colombia. Se proponen varios planes para abordar las cuestiones ambientales. El Sistema Nacional de Áreas Protegidas (SINAP) es el administrador de áreas protegidas. y las diferencias ambientasles fueron muy escasas que les toco sobre problacer con un man muy eso quieto

## Biodiversidad en números
| Clases        | Grupo                         | Especies |
| ------------- | ----------------------------- | -------- |
|               |                               |          |
| Vertebrados   | Mamíferos                     | 492      |
| Vertebrados   | Pájaros (endémicos)           | 1921     |
| Vertebrados   | Reptiles (lagartos, culebras) | 537      |
| Vertebrados   | Anfibios                      | 803      |
| Vertebrados   | Peces marinos                 | 2000     |
| Vertebrados   | Peces de agua dulce           | 1435     |
|               |                               |          |
| Invertebrados | Mariposas                     | 3274     |
| Invertebrados | Hormigas                      | 900      |
| Invertebrados | Moluscos marinos              | 1250     |
| Invertebrados | Esponjas marinas              | 1250     |
| Invertebrados | Corales                       | 139      |
| Invertebrados | Decápodos marinos             | 560      |
| Invertebrados | Equinodermos                  | 296      |
| Invertebrados | Moluscos terrestres           | 650      |
| Invertebrados | Escarabajos                   | 7000     |
| Invertebrados | Arácnidos                     | 1089     |
| Invertebrados | Abejas                        | 398      |
| Invertebrados | Diptera                       | 3153     |
|               |                               |          |
| Flora         | Plantas con Flor              | 22 840   |
| Flora         | Plantas sin flores            | 45       |
| Flora         | Orquídeas                     | 4270     |
| Flora         | Helechos y parientes          | 1643     |
| Flora         | Árboles de palma              | 289      |
| Flora         | Musgos y parientes            | 1649     |
|               |                               |          |
| Algas         | Algas de tierra               | 1030     |
| Algas         | Algas marinas                 | 565      |
|               |                               |          |
| Líquenes      |                               | 1674     |
|               |                               |          |
| Fungi         | Macrofungi                    | 1239     |
| Fungi         | Mohos                         | 327      |
| Fungi         | Tizones                       | 71       |

## Sistema de Información sobre Biodiversidad de Colombia
El Sistema de Información sobre Biodiversidad de Colombia (SiB) brinda acceso libre a información sobre la diversidad biológica del país, permitiendo la publicación de datos sobre biodiversidad a través de Internet para apoyar la gestión de la biodiversidad. Cuenta con la participación de decenas de organizaciones que comparten información bajo los principios de “libre acceso”.
El SiB se creó en 1994 como parte del proceso de creación del Sistema Nacional Ambiental (SINA). Como “alianza nacional”, es liderado por un Comité Directivo conformado por el Ministerio de Ambiente y Desarrollo Sostenible, la Universidad Nacional de Colombia y los 5 institutos de investigación del SINA. Desde su implementación en 2000, el Instituto Humboldt ha sido la entidad coordinadora del SiB.

## En la cultura
Para conmemorar la biodiversidad de Colombia, desde 2012 las monedas de peso colombianos presentan una especie cada una.